# أنطونيو سانشيز (لاعب كرة قدم)
أنطونيو سانشيز (بالإسبانية: Antonio Sánchez Valdés)‏ (2 يوليو 1914 في إسبانيا - 30 أكتوبر 2005 في إسبانيا) هو لاعب كرة قدم إسباني في مركز الهجوم. لعب مع ريال أوفييدو وريال سرقسطة وCP La Felguera ‏.